# Vagyim Szergejevics Sefner
Sefner, Vagyim Szergejevics (oroszul: Вадим Сергеевич Шефнер; Petrográd, 1915. január 12. – Szentpétervár, 2002. január 5.) orosz író, költő, sci-fi szerző.

## Élete
1914. dec. 30-án (a régi naptár szerint) született Petrográdban (Szentpétervár, Leningrád) egy gyalogsági tiszt családjába. Nagyapja Alekszej Karlovics Sefner altábornagy, Vlagyivosztok kikötőjének alapítója. Szülővárosából 1921-ben költöztek Sztaraja Russza kisvárosba, ahová apját helyezték szolgálatra. Apja halála (TBC) után részben gyermekotthonban nevelkedett, majd édesanyjával visszatértek Petrográdba, ahol az alapképzés után ipariskolát végzett. Az 1930-as években leningrádi gyárakban dolgozott.
1938-tól a Szovjet Írószövetség szervezésében zajló poétikai szemináriumon vett részt, ahol a korszak jelentős irodalmi alkotói is előadtak (Jurij Tinyanov, Anna Ahmatova, Nyikolaj Zabolockij, Mihail Zoscsenko).
A honvédő háború első hónapjaiban sorkatonaként szolgált Leningrád közelében egy reptéren, majd (gyermekkori sérülés nyomán bal szeme gyógyíthatatlan volt) haditudósító lett a Znamja pobedi (A Győzelem Zászlaja) lapnál. A háború végén főhadnagyi rangban szerelt le. 1945 óta volt párttag.
A háború után írásművészetéből élt, a költészet és a próza mellett műfordítással is foglalkozott: keleti nyelvekből (kínai, szanszkrit, prakrit), ill. a Szovjetunió kisebb nyelveiből (grúz, belorusz, lett stb.) fordított verseket. Legjelentősebb prózai művének A bánat nővérét tartotta.
2002. jan. 5-én, 87 évesen hunyt el Szentpétervárott, végakarata szerint polgárival nem, csak egyházi szertartással búcsúztatták, temetésén gyászbeszédek sem hangzottak el. A Kuz'molovszkoje-i (Szentpétervár külvárosa) temetőben nyugszik.

## Munkássága
Gyermekkorában kezdett verselni, első költeményét a Баллада о кочегаре-t (Ballada a kazánfűtőről) 1933-ban tették közzé. 1940-ben jelent meg első verseskötete: Светлый берег (Világos part).

### Díjai
- 2000 Aelita-díj

## Művei magyarul

### Önálló kötetek
- A bánat nővére; ford. Pór György; Bp., Magvető, 1973[2]
- A szerény zseni. Tudományos fantasztikus elbeszélések / Az ember, aki maga az öt NEM, avagy egy jámbor férfiú vallomása / A gömbölyű titok / Az elkésett lövész, avagy egy tahó szárnyai; ford. Apostol András, utószó A. Lipelis; Kozmosz Könyvek, Bp., 1976

### Gyűjteményes kiadványok
- A gránát szíve. Antifasiszta lírai antológia (A tükör, ford. Tandori Dezső); Európa, Bp., 1982 (A győzelem könyvtára)
- A négylábú tyúk. Mai szovjet szatírák (A négylábú tyúk, ford. Radnóczi Éva); vál., utószó Bratka László; Szépirodalmi, Bp., 1984 (Olcsó Könyvtár)
- Égtájak 1987 (A gyűjtő halála, ford. Enyedy György); Európa, Bp., 1987 (Öt világrész elbeszélései)
- Ház kísértettel (Elkésett mesterlövész avagy egy vidéki feltaláló szárnyai, ford. Földeák Iván); World SF Magyar Tagozata, Bp., 1988 (Science fiction történetek)

### Képregény
- Vagyim Sefner–Kiss Ferenc (1958–): A négylábú tyúk; rajz: Haui József; in: Füles, 1996/48-52.

## Fordítás
- Ez a szócikk részben vagy egészben  a(z)   Шефнер, Вадим Сергеевич című orosz Wikipédia-szócikk fordításán alapul.  Az eredeti cikk szerkesztőit annak laptörténete sorolja fel. Ez a jelzés csupán a megfogalmazás eredetét és a szerzői jogokat jelzi, nem szolgál a cikkben szereplő információk forrásmegjelöléseként.